# (7390) Kundera
(7390) Kundera (1983 QE) – planetoida z pasa głównego asteroid okrążająca Słońce w ciągu 4,06 lat w średniej odległości 2,54 j.a. Odkryta 31 sierpnia 1983 roku.